# Shearella browni
Espèce
Synonymes
- Monoblemma browni Shear, 1978

Shearella browni est une espèce d'araignées aranéomorphes de la famille des Tetrablemmidae.

## Distribution
Cette espèce est endémique de Madagascar.

## Description
Le mâle holotype mesure 1,33 mm.
Le mâle décrit par Martínez en 2025 mesure 1,99 mm et la femelle 1,15 mm.

## Systématique et taxinomie
Cette espèce a été décrite sous le protonyme Monoblemma browni par Shear en 1978 . Elle est placée dans le genre Shearella par Lehtinen en 1981, dans le genre Monoblemma par Sankaran et Sebastian en 2016 puis dans le genre Shearella par Martínez en 2025.

## Étymologie
Cette espèce est nommée en l'honneur de William L. Brown, myrmécologue qui a découvert l'holotype.

## Publications originales
- Shear, 1978 : « Taxonomic notes on the armored spiders of the families Tetrablemmidae and Pacullidae. » American Museum novitates, no 2650, p. 1-46 (texte intégral).